# Tassadia obovata
Tassadia obovata är en oleanderväxtart som beskrevs av Joseph Decaisne. Tassadia obovata ingår i släktet Tassadia och familjen oleanderväxter. Inga underarter finns listade i Catalogue of Life.